# Hold on to My Heart
Hold on to My Heart è il diciannovesimo singolo del gruppo musicale statunitense W.A.S.P., pubblicato nel 1993 come estratto dall'album The Crimson Idol. 

## Tracce
1. Hold on to My Heart (radio edit) – 4:12
2. When the Levee Breaks (cover dei Led Zeppelin) – 7:12
3. The Idol (live acoustic) – 4:35
4. Hold on to My Heart (live acoustic) – 4:23

Durata totale: 20:22

## Formazione
- Blackie Lawless - voce, chitarra, basso, tastiera
- Bob Kulick - chitarra
- Johnny Rod - basso
- Frankie Banali - batteria
- Stet Howland - batteria